# Штейгер, Эдуард фон
Эдуард фон Штейгер (нем. Eduard von Steiger; 2 июля 1881 года, Лангнау, кантон Берн, Швейцария — 10 февраля 1962 года, Берн, Швейцария) — швейцарский политик, президент.

## Биография
Эдуард фон Штейгер изучал право в университетах Женевы, Лейпцига и Берна. В Берне он получил в 1905 году лицензию адвоката и стал работать в юридической фирме. В мае 1914 года избран в Большой совет (парламент кантона) Берна и просидел в нём 25 лет, до 1939 года, когда он переместился в правительство кантона. В декабре 1940 года избран в Федеральный совет на место своего однопартийца Рудольфа Мингера.
- 10 декабря 1940 — 9 ноября 1951 — член Федерального совета Швейцарии.
- 1 января 1941 — 31 декабря 1951 — начальник департамента (министр) юстиции и полиции.
- 1 января — 31 декабря 1950 — вице-президент Швейцарии.
- 1 января — 31 декабря 1945 и 1 января — 31 декабря 1951 — президент Швейцарии.